# Kelli McCarty

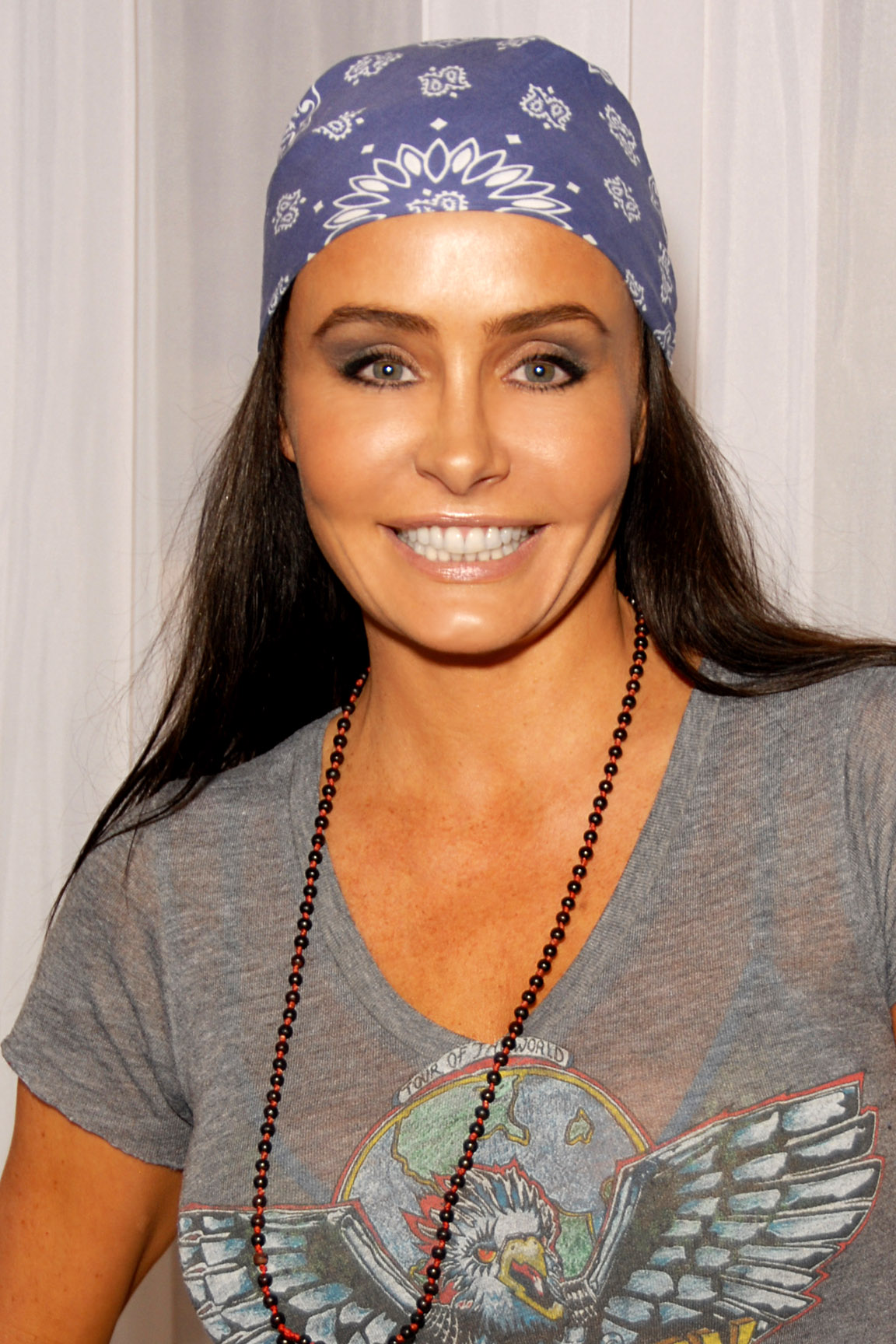
Kelli McCarty (2010)

Kelli McCarty é uma modelo estadunidense, vencedora do Miss USA em 1991 e uma das seis finalistas do Miss Universo daquele mesmo ano. Posteriormente, aos 39 anos, a modelo iniciou uma carreira na indústria de filmes pornográficos.

## Filmografia
- Faithless

## Televisão
- Passions - NBC